# Eulibitia
Genre
Synonymes
- Messa Mello-Leitão, 1933 nec Leach, 1817
- Paramessa Mello-Leitão, 1933
- Sphalerocynorta Mello-Leitão, 1933
- Brachylibitia Mello-Leitão, 1941
- Platymessa Mello-Leitão, 1941
- Messatana Strand, 1942

Eulibitia est un genre d'opilions laniatores de la famille des Cosmetidae.

## Distribution
Les espèces de ce genre sont endémiques de Colombie.

## Liste des espèces
Selon World Catalogue of Opiliones (23/07/2021) :
- Eulibitia annulipes Roewer, 1912
- Eulibitia castor Medrano & Kury, 2017
- Eulibitia chacuamarei Pinzón-Morales, Damron & Pinto-da-Rocha, 2021
- Eulibitia clytemnestra Kury & Medrano, 2017
- Eulibitia ectroxantha (Mello-Leitão, 1941)
- Eulibitia h-inscriptum (Mello-Leitão, 1941)
- Eulibitia helena Medrano & Kury, 2017
- Eulibitia leda Medrano & Kury, 2017
- Eulibitia maculata Roewer, 1912
- Eulibitia pollux Medrano & Kury, 2017
- Eulibitia scalaris (Sørensen, 1932)
- Eulibitia victoriae (Pinzón-Morales & Townsend, 2017)

## Publication originale
- Roewer, 1912 : « Die Familie der Cosmetiden der Opiliones-Laniatores. » Archiv für Naturgeschichte, vol. 78, no 10, p. 1–122 (texte intégral).